# Lista över utmärkelser som mottagits av Juan Carlos I

Juan Carlos I:s personliga flagga

Juan Carlos I, Spaniens kung 1975-2014, har mottagit flera utmärkelser under sitt liv både som kronprins, kung och efter abdikation. 

## Titlar
Den spanske kungen har en mängd titlar, varav några är reella och andra symboliska och traditionella. Juan Carlos I är:
- Kung av Spanien, av Kastilien, av León, av Aragonien, av Bägge Sicilierna (med detta avses Neapel och Sicilien), av Jerusalem, av Navarra, av Kungariket Granada, av Toledo, av Valencia, av Galicien, av Mallorca, av Sevilla, av Sardinien, av Córdoba, av Korsika, av Murcia, av Menorca, av Jaén, av Algarve, av Algeciras, av Kanarieöarna, av Öst- och Västindien och av öarna och fastlandet i oceanen;
- Ärkehertig av Österrike;
- Hertig av Burgund, Brabant, Milano, Athen och Neopatria;
- Greve av Habsburg, Flandern, Tyrolen, Roussillon, och Barcelona;
- Herre till Biscaya, och Molina de Aragón;
- Etc.

Som kung av Spanien och landets statschef var Juan Carlos I också spanska försvarsmaktens överbefälhavare d.v.s. generalkapten över armén, flottan och flygvapnet (spanska: Capitán general del Ejército de Tierra, de la Armada y del Ejército del Aire).

## Ordnar

### Spanska
Som kungen av Spanien var Juan Carlos stormästaren till alla spanska orden:
- Gyllene skinnets orden
- Karl III:s orden
- Maria-Lovisaorden
- Isabella den katolskas orden
- Civilmeritens orden
- Alfonso X den Vises civilorden
- Sankt Raymond av Peñaforts orden
- Sankt Ferdinands orden
- Militärförtjänstorden
- Sjöförtjänstorden
- Montesaorden
- Alcántaraorden
- Santiagoorden
- Calatravaorden

### Utländska
- Karl den heliges orden (Monaco, 1962)[7]
- Sikatuna-orden (Filippinerna, 1974)[8]
- Finlands Vita Ros’ orden (Finland, 1975)[9]
- Henrik Sjöfararens orden (Portugal, 1978)[10]
- Jakobs Svärdsorden (Portugal, 1978)[10]
- Österrikiska förtjänstorden (Österrike, 1978)[11]
- Annunziataorden (Italien, 1978)[12]
- Nationella lejonorden (Senegal, 1978)[13]
- Nassauska Gyllene lejonets orden (Luxemburg, 1980)[14]
- Italienska republikens förtjänstorden (Italien, 1980)[15]
- Elefantorden (Danmark, 1980)[16]
- Krysantemumorden (Japan, 1980)[17]
- Sankt Olavs orden (Norge, 1982)[18]
- Isländska falkorden (Island, 1985)[19]
- Jugoslaviska Stjärnans orden (Jugoslavien, 1986)[20]
- Strumpebandsorden (Storbritannien, 1988)[21]
- Portugals frihetsorden (Portugal, 1988)[10]
- Nationella Juan Mora Fernández-orden (Costa Rica, 1993)[22]
- Vita lejonets orden (Tjeckien, 1995)[23]
- Kristusorden (Portugal, 1996)[10]
- Orientaliska republiken Uruguays medalj (Uruguay, 1996)[24]
- Nilorden (Egypten, 1997)[25]
- Torn- och svärdsorden (Portugal, 2000)[10]
- Vytautasorden (Litauen, 2005)[26]
- Avizorden (Portugal, 2007)[10]
- Lakandula-orden (Filippinerna, 2007)[27]
- Terra Mariana-korsets orden (Estland, 2007)[28]
- Excellensorden (Jamaica, 2009)[29]
- Chilenska förtjänstorden (Chile)[30]